# Ам Исраэль хай

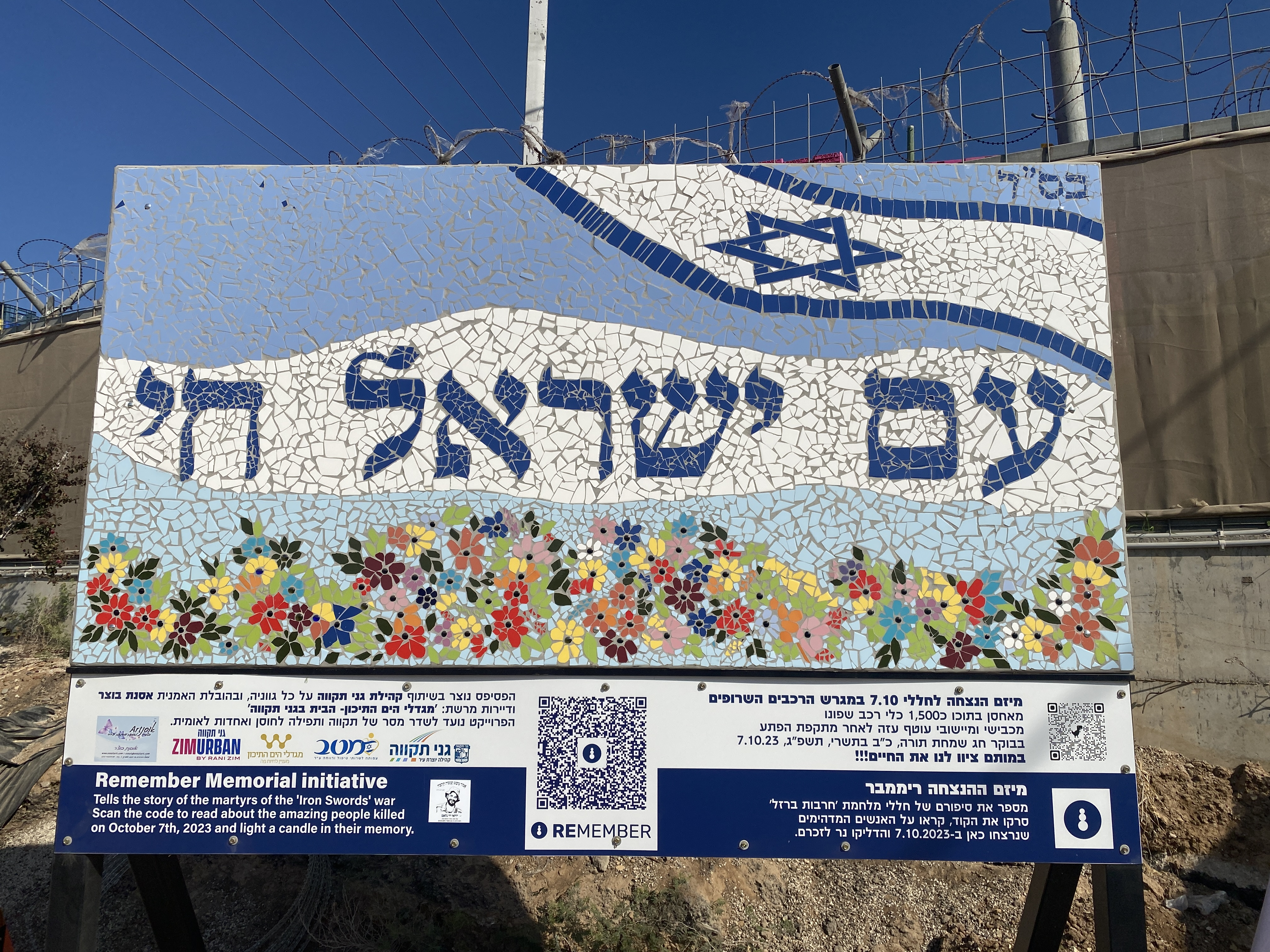
Лозунг на месте, куда были эвакуированы повреждённые автомобили после событий 7 октября спонтанно ставшем местом поминовения и памяти жертв

«Ам Исраэль хай!» (ивр. עַם יִשְׂרָאֵל חַי‎), «Народ Израиля жив!» — лозунг на иврите, выражающий еврейскую солидарность и братство, считающийся подтверждением преемственности еврейского народа.
Фраза приобрела популярность в связи с деятельностью организации студенческой борьбы за права советских евреев: в 1965 году еврейский автор песен Шломо Карлебах написал песню для митинга солидарности в Нью-Йорке. С этого времени выражение часто использовалось, особенно во время войн Израиля и во времена бедствий, чтобы укрепить дух и единство евреев.
Американское еврейское издание The Forward поместило «Ам Исраэль хай» на второе место после «Атиквы», нынешнего национального гимна Израиля, как «гимн еврейского народа».

## Появление
Версия «Ам Исраэль хай» появилась в 1895 году в сионистском песеннике. В дальнейшем она была положена на множество разных мелодий и напечатана с нотами в Popular Jewish Melodies (1927). Лозунг имел популярность также в сионистской литературе в прозе.
Фраза «Ам Исраэль хай» упоминалась на Второй всемирной еврейской конференции в 1933 году, созванной для борьбы с нацистским режимом посредством экономического бойкота. Один из сионистских лидеров Стивен Сэмюэл Уайз закончил своё последнее обращение, заявив слушателям:

Мы готовы защищать себя от воли гитлеровской Германии уничтожать. Мы должны защищать себя, потому что мы народ, который живёт и хочет жить. Мое последнее слово, которое я хочу сказать вам, это — наш народ живёт — Ам Исраэль хай!
Песня «Ам Исраэль хай» включена в песенник Songs of My People (около 1938 года), составленный в Чикаго.
20 апреля 1945 года, через пять дней после освобождения концлагеря Берген-Бельзен, капеллан британской армии Лесли Хардман провёл шаббат для нескольких сотен бывших узников лагеря. Зная, что службу записывает Патрик Гордон Уокер с радиостанции BBC, еврейский армейский капеллан провозгласил «Ам Исраэль хай!, дети Израиля всё ещё живы» после того, как в конце службы группа исполнила сионистский гимн «Атиква».
Слова «Ам Исраэль хай» были высечены на передней части концертной сцены оркестра бывшего концентрационного лагеря Св. Оттилена в Мюнхене в 1945—1946 годах.
В 1948 году американский журналист Квентин Рейнольд обратил внимание, что кто-то вырезал «Ам Исраэль хай» на арке Тита — древнеримском памятнике римскому завоеванию Иерусалима в Иудейской войне 66-73 годов н. э.; предполагается, что эта фраза была высечена во время Второй мировой войны.

## Песня Карлебаха
Фраза получила широкое распространение в 1965 году, когда еврейский автор песен Шломо Карлебах написал «Ам Исраэль хай» — гимн солидарности движения советских евреев — по просьбе Якоба Бирнбаума, основателя организации студенческой борьбы за права советских евреев (SSSJ). Карлебах и Бирнбаум знали друг друга, а их деды встречались на Первом сионистском конгрессе в 1897 году в Базеле. К 1965 году Карлебах уже был популярен благодаря своим мелодиям, положенным на еврейские молитвы, и Бирнбаум обратился к нему с просьбой написать песню перед запланированным крупным митингом SSSJ перед советской миссией при ООН в Нью-Йорке 4 апреля 1965 года.
Находясь в просоветской Чехословакии, Карлебах написал и впервые исполнил «Ам Исраэль хай» перед группой молодежи в Праге. 2 апреля 1965 года Карлебах позвонил Бирнбауму и сообщил, что песня завершена. Карлебах впервые публично исполнил песню на митинге 4 апреля. Песня стала центральным элементом ежегодного митинга солидарности SSSJ с 1972 по 1991 год.
По словам музыковеда Тины Фрюхауф, тексты песен Карлебах вызывают чувства еврейской нации, еврейского выживания и утверждения еврейской идентичности. Бирнбаум интерпретировал фразу «Ам Исраэль хай» как относящуюся к «возрождению еврейской жизни, включая музыку» в мире после Холокоста.
Композиция является финальной песней Soul Doctor, бродвейского мюзикла о жизни Карлебаха.

### Текст песни
| Иврит                                                          | Транслитерация              | Русский                         |
| -------------------------------------------------------------- | --------------------------- | ------------------------------- |
| עַם יִשְׂרָאֵל חַי (повторить 3 раза) עוֹד אָבִינוּ חַי (повторить 3 раза)‬ | Ам Исраэль хай Од авину хай | Народ Израиля жив, Наш Отец жив |

Слова песни взяты из Быт. 45:3: «Иосиф сказал братьям своим: я Иосиф; жив ли ещё отец мой?» (ивр. הַעוֹד אָבִי חַי‎). Карлебах добавил слова «Ам Исраэль хай» («народ Израиля жив») и в припеве песни изменил слова «жив ли ещё отец мой» на «наш отец ещё жив» (ивр. עוֹד אָבִינוּ חַי‎, что, возможно, является отсылкой к еврейской традиции, что «Иаков/Израиль не умер». По словам музыковеда Тины Фрюхауф, Карлебах изменил ссылку с отца Иосифа на Бога, «как отца сынов Израиля».

## Дальнейшая история
Песня и её основная фраза стали широко использоваться как дерзкое выражение и утверждение еврейской преемственности, особенно в периоды войн и усиления антисемитизма. Песня исполнялась на второй день Шестидневной войны и в конце Войны Судного дня. В 2009 году премьер-министр Израиля Биньямин Нетаньяху вписал слова «Ам Исраэль хай» в гостевую книгу виллы в Берлине, где проходила Ванзейская конференция, на которой нацисты приняли решение об уничтожении евреев. Некоторые туристические группы, посещающие Масаду, кричат «Ам Исраэль хай», чтобы инвертировать акцент на мученичестве и сопротивлении евреев, защищавших эту крепость; по словам профессора Теодора Сассона, акцент здесь на слове жизнь.
После того, как в 1986 году израильский суд вынес обвинительный приговор Ивану Демьянюку, совершившему военные преступления в нацистских концлагерях, у здания суда прозвучали две песни: «Ани Маамин», которую пели в концлагерях, и «Ам Исраэль хай», которая, по мнению профессора Гленна Шарфмана, символизировала, что суд и приговор были одновременно воспоминанием о прошлом и утверждением будущего.
В 2023 году в аэропорту Бен-Гурион в Тель-Авиве, Израиль, была открыта 50-метровая фреска под названием «Ам Исраэль хай», охватывающая 4000 лет еврейской истории.

Митинг памяти событий 7 октября, прошедщий в Вашингтоне, округ Колумбия

Фраза часто используется в еврейской диаспоре, чтобы выразить поддержку и солидарность с Израилем, например, во время Войны в Газе. 17 октября 2023 года, после вторжения ХАМАС в Израиль, популярный хасидский еврейский певец Бенни Фридман выпустил песню «Ам Исраэль хай», чтобы поддержать дух еврейского народа во время войны. 19 октября состоялся релиз песни «Ам Исраэль хай» израильского певца Эяль Голан, посвящённой возвращению заложников, солидарности и стойкости израильского народа. Еврейские а капелла-группы Maccabeats, Y-Studs и Six13 в ответ на вторжение выпустили «Avinu SheBashamayim», заканчивающуюся словами «Ам Исраэль хай».
Посол США в ООН Линда Томас-Гринфилд произнесла эту фразу на митинге солидарности с Израилем во время Войны в Газе.
Во время Войны в Газе крупная еврейская новостная организация The Forward поставила «Ам Исраэль хай» на второе место после Атиквы, национального гимна Израиля, как «гимн еврейского народа». Исследователь иудаики Арнольд Эйзен назвал «Ам Исраэль хай» «гражданской религией» американского еврейства.
В январе 2024 года хасидский певец Бенни Фридман начал свой мировой музыкальный тур «Ам Исраэль хай», чтобы способствовать еврейскому единству и солидарности.